# Deutsche Nordische Skimeisterschaften 1971
Die Deutschen Nordischen Skimeisterschaften 1971 fanden vom 17. bis zum 21. Februar in Warmensteinach im Fichtelgebirge sowie am 6. und 7. März in Erndtebrück im Rothaargebirge statt. Die Sprungläufe wurden auf der Gebrüder-Wehrmann-Schanze (K-78) abgehalten. Das Fichtelgebirge litt im Winter 1970/71 unter Schneemangel, doch gelang es dem WSV Warmensteinach und dem Skigau Nordfranken, rechtzeitig für Ersatzloipen in größerer Höhe zu sorgen. Für die Sprungdurchgänge wurde Schnee aus schneereichen Regionen herangeschafft und auf die Schanze aufgetragen. Die zweiten deutschen nordischen Meisterschaften in Warmensteinach nach 1959 fanden im viel beachteten vorolympischen Jahr statt, weshalb alle gesunden Spitzenathleten an den Wettkämpfen teilnahmen. Bei den Meisterschaften 1971 gab es zwei Premieren. So wurden erstmals zwei Einzelrennen für die Frauen veranstaltet. Darüber hinaus fand im Rahmen der Meisterschaften auch ein Teamspringen statt, für das jedoch kein Meistertitel vergeben wurde.

## Programm und Zeitplan
| Datum            | Uhrzeit | Ereignis                  | Geschlecht | Ort            |
| ---------------- | ------- | ------------------------- | ---------- | -------------- |
| Mi., 17. Februar | 08:30   | 10-km-Langlauf            | Frauen     | Warmensteinach |
| Mi., 17. Februar | 09:00   | 30-km-Langlauf            | Männer     | Warmensteinach |
| Do., 18. Februar | 14:00   | Kombinationsspringen      | Männer     | Warmensteinach |
| Fr., 19. Februar | 08:30   | 5-km-Langlauf             | Frauen     | Warmensteinach |
| Fr., 19. Februar | 09:00   | 15-km-Langlauf            | Männer     | Warmensteinach |
| Fr., 19. Februar | 14:00   | Teamspringen              | Männer     | Warmensteinach |
| Sa., 20. Februar | 08:30   | 3 × 5-km-Verbandsstaffel  | Frauen     | Warmensteinach |
| Sa., 20. Februar | 10:00   | 4 × 10-km-Verbandsstaffel | Männer     | Warmensteinach |
| So., 21. Februar | 13:30   | Skispringen               | Männer     | Warmensteinach |
|                  |         |                           |            |                |
| Sa., 6. März     |         | 4 × 10-km-Vereinsstaffel  | Männer     | Erndtebrück    |
| So., 7. März     |         | 50-km-Skimarathon         | Männer     | Erndtebrück    |

## Skilanglauf

### Frauen

#### 5km
| Platz | Name              | Verein               | Zeit (h)  |
| ----- | ----------------- | -------------------- | --------- |
| 01    | Michaela Endler   | WSV Oberaudorf       | 0:23:33,5 |
| 02    | Monika Mrklas     | SK Meinerzhagen      | 0:24:04,1 |
| 03    | Ingrid Rothfuß    | SV Baiersbronn       | 0:24:21,6 |
| 04    | Sigrid Afflerbach | TuS Erndtebrück      | 0:25:20,5 |
| 05    | Kathrin Hölzl     | AC Höhenfried-Pasing | 0:25:29,8 |
| 06    | Margarethe Rohrer | SC Buchenbach        | 0:25:56,6 |

Datum: Freitag, 19. Februar 1971
Bereits zum dritten Mal hintereinander konnte die 25-jährige Michaela Endler den Titel über die Kurzdistanz gewinnen. „Ich freue mich riesig, zumal ich den ganzen Winter über durch eine Gallenblasenentzündung recht schwach gewesen war“, so die Siegerin.

#### 10km
| Platz | Name                    | Verein               | Zeit (h)  |
| ----- | ----------------------- | -------------------- | --------- |
| 01    | Michaela Endler         | WSV Oberaudorf       | 0:41:28,7 |
| 02    | Ingrid Rothfuß          | SV Baiersbronn       | 0:41:38,7 |
| 03    | Monika Mrklas           | SK Meinerzhagen      | 0:41:51,1 |
| 04    | Kathrin Hölzl           | AC Höhenfried-Pasing | 0:43:13,6 |
| 05    | Thea Schmidt            | SC Bunterbock        | 0:44:00,2 |
| 06    | Stefanie Köhrer-Wamsler | SC Degenfeld         | 0:44:30,5 |

Datum: Mittwoch, 17. Februar 1971
Den ersten 10-Kilometer-Skilanglauf im Meisterschaftsprogramm seit langem gewann Michaela Endler, die mit ihrem Sieg nicht gerechnet hatte. Noch am Tag zuvor hatte sie mit Fieber und Magenkrämpfen zu kämpfen und schätze daher ihre Form schwächer ein. Die zweitplatzierte Ingrid Rothfuß zeigte sich im Ziel enttäuscht und bemängelte die Strecke als zu leicht.

#### Verbandsstaffel
| Platz | Namen                                               | Verband                     | Zeit (h)  |
| ----- | --------------------------------------------------- | --------------------------- | --------- |
| 01    | Stefanie Köhrer-Wamsler Renate Braun Ingrid Rothfuß | SSV I (Schwaben)            | 1:12:18,0 |
| 02    | Sigrid Afflerbach Ursula Sommer Monika Mrklas       | WSV I (Nordrhein-Westfalen) | 1:12:40,1 |
| 03    | Kathrin Hölzl Annemie Amslinger Michaela Endler     | BSV I (Bayern)              | 1:12:51,7 |

Datum: Samstag, 20. Februar 1971

Weitere Platzierungen:

4. Platz: Schwarzwald I (1:16:46,6 h)

5. Platz: Niedersachsen I (1:17:40,2 h)

6. Platz: Bayern II (1:18:26,5 h)
In einem spannenden Finale setzte sich Ingrid Rothfuß auf der Schlussstrecke von Monika Mrklas und Michaela Endler ab und sicherte so der schwäbischen Staffel den Meistertitel.

### Männer

#### 15 km
| Platz | Name            | Verein        | Zeit (h)  |
| ----- | --------------- | ------------- | --------- |
| 01    | Walter Demel    | SC Zwiesel    | 0:48:09,8 |
| 02    | Gerhard Gehring | SC Fischen    | 0:49:18,0 |
| 03    | Edgar Eckert    | SC Neubau     | 0:50:05,4 |
| 04    | Hartmut Döpp    | SK Winterberg | 0:50:18,8 |
| 05    | Helmut Roderer  | SC Neubau     | 0:50:31,1 |
| 06    | Franz Betz      | SK Nesselwang | 0:50:53,8 |

Datum: Freitag, 19. Februar 1971
Im 15-km-Rennen gewann Walter Demel seinen 30. deutschen Meistertitel vor Gerhard Gehring und dem Vorjahressieger Edgar Eckert.

#### 30 km
| Platz | Name            | Verein          | Zeit (h)  |
| ----- | --------------- | --------------- | --------- |
| 01    | Walter Demel    | SC Zwiesel      | 1:38:20,3 |
| 02    | Gerhard Gehring | SC Fischen      | 1:39:33,1 |
| 03    | Hartmut Döpp    | SK Winterberg   | 1:39:58,8 |
| 04    | Edgar Eckert    | SC Neubau       | 1:40:23,3 |
| 05    | Hannes Bleier   | SC Bayrischzell | 1:40:29,7 |
| 06    | Herbert Spitz   | SC Schonach     | 1:40:53,3 |

Datum: Mittwoch, 17. Februar 1971
Zwar konnte Demel das Rennen erwartungsgemäß für sich entscheiden, doch beschwerte sich dieser dennoch über eine angeblich schlechte Spur, zu leichte Strecke sowie seinen zu langsamen Ski. Sein Erfolg ist einmal mehr ein Ausrufezeichen, schließlich war Demel erst am Dienstag nach einem langen Flug aus Sapporo zurückgekehrt.

#### 50 km
| Platz | Name                 | Ort         | Zeit (h) |
| ----- | -------------------- | ----------- | -------- |
| 01    | Wilfried Wagner      | Zwiesel     | 3:02:29  |
| 02    | Georg Allgaier       | Mehrstetten | 3:03:22  |
| 03    | Hans Landskron       | Weißenstadt | 3:04:27  |
| 04    | Siegfried Kaltenbach | Schonach    | 3:10:41  |
| 05    | Wilhelm Kleiser      | Bubenbach   | 3:11:26  |
| 06    | Gerd Winczenik       | Winterberg  | 3:11:50  |

Datum: Sonntag, 7. März 1971

Weitere Platzierungen:

7. Platz: Anderl Hackl (3:11:54 h)

8. Platz: Emil Querl (3:12:08 h)

9. Platz: Simon Stolz (3:12:09 h)

außer Konkurrenz:  Esa Kori (3:11:31 h)
Während die Spitzenathleten Walter Demel, Hartmut Döpp und Gerhard Gehring bei den Lahti Ski Games in Finnland verweilten, gewann der Zwieseler Wilfried Wagner den „Goldenen Ski“.

#### Verbandsstaffel
| Platz | Namen                                                    | Verband                     | Zeit (h)  |
| ----- | -------------------------------------------------------- | --------------------------- | --------- |
| 01    | Gerhard Gehring Helmut Roderer Edgar Eckert Walter Demel | BSV I (Bayern)              | 2:27:48,3 |
| 02    | Franz Betz Ludwig Reiser Hans Buhl Hannes Bleier         | BSV II (Bayern)             | 2:30:05,0 |
| 03    | Hans-Georg Lückel Emil Querl Fritz Becker Hartmut Döpp   | WSV I (Nordrhein-Westfalen) | 2:34:02,0 |

Datum: Samstag, 20. Februar 1971

Weitere Platzierungen:

4. Platz: Bayern IV (2:34:17,0 h)

5. Platz: Schwarzwald I (2:35:10,1 h)

6. Platz: Bayern V (2:36:01,3 h)
Jeder Athlet der ersten bayerischen Staffel lief auf seiner Strecke Bestzeit. Absolut Schnellster war wenig überraschend Schlussläufer Walter Demel, der seine zehn Kilometer in 34:59,8 Minuten zurücklegte. Nur knapp wurde ein rein bayerisches Podest verpasst, was am hervorragenden WSV-Schlussläufer Hartmut Döpp lag, der auf der letzten Runde eine Laufzeit von 35:10,6 absolvierte.

#### Vereinsstaffel
| Platz | Verein            | Namen                                            | Zeit (h) |
| ----- | ----------------- | ------------------------------------------------ | -------- |
| 01    | SZ Breitnau       | Eduard König Willi Wangler Josef Nitz Helmut Hug | 2:23:00  |
| 02    | WSV Weißenstadt   |                                                  | 2:23:46  |
| 03    | SK Winterberg     |                                                  | 2:24:15  |
| 04    | WSV Reit im Winkl |                                                  | 2:24:37  |
| 05    | SC Partenkirchen  |                                                  | 2:24:57  |
| 06    | SC Ruhpolding     |                                                  | 2:25:39  |

Datum: Samstag, 6. März 1971

Teilnehmer: 27 Teams

## Nordische Kombination
| Platz | Name           | Ort               | Gesamtpunkte |
| ----- | -------------- | ----------------- | ------------ |
| 01    | Franz Keller   | SK Nesselwang     | 425,1        |
| 02    | Ralph Pöhland  | SC Hinterzarten   | 420,5        |
| 03    | Hans Rudhart   | WSV Isny          | 411,5        |
| 04    | Alfred Winkler | SK Winterberg     | 381,5        |
| 05    | Eduard Lengg   | WSV Reit im Winkl | 370,5        |
| 06    | Peter Hauser   | WSV Reit im Winkl | 368,0        |

Datum: Donnerstag, 18. Februar und Freitag, 19. Februar 1971
Als Sieger des Kombinationssprunglaufs ging Hans Rudhart hervor, doch verlor dieser auf der 15-km-Laufstrecke die Führung und gewann schließlich Bronze. Mit einer kämpferischen Leistung gelang es daher Franz Keller, seinen dritten Meistertitel in der Nordischen Kombination zu gewinnen. Damit musste sich Ralph Pöhland erneut mit dem zweiten Platz zufriedengeben.

## Skispringen
| Platz | Name               | Verein           | Weite 1 | Weite 2 | Punkte |
| ----- | ------------------ | ---------------- | ------- | ------- | ------ |
| 01    | Ernst Wursthorn    | SZ Breitnau      | 77,0 m  | 77,5 m  | 207,7  |
| 02    | Sepp Schwinghammer | SC Partenkirchen | 74,5 m  | 79,0 m  | 206,1  |
| 03    | Franz Keller       | SK Nesselwang    | 73,0 m  | 79,5 m  | 205,0  |
|       | Ralph Pöhland      | SC Hinterzarten  | 79,0 m  | 76,0 m  | 205,0  |
| 05    | Alfred Winkler     | SK Winterberg    | 75,0 m  | 78,5 m  | 204,9  |
| 06    | Gerd Hoffmeister   | MTV Goslar       | 76,0 m  | 76,5 m  | 201,8  |

Datum: Sonntag, 21. Februar 1971
Vor 12.000 Zuschauern wurde Ernst Wursthorn neuer deutscher Meister. „Ich hätte mir nie einen Titelgewinn zugetraut träumen lassen. Für mich heißt der wahre deutsche Meister Alfred Grosche“, so der überraschte Sieger. Zu dieser Einschätzung kam Wursthorn, da Grosche nach dem ersten Durchgang mit einem Sprung auf 82,5 Meter weit in Führung lag, seinen zweiten Sprung auf sogar 83 Meter jedoch nicht stehen konnte. Auch beim Teamspringen vom Freitag war Grosche bester Einzelspringer gewesen. Das Teamspringen, für das kein Meistertitel vergeben wurde, gewann der Bayerische Skiverband (635,5 Punkte) vor dem Westdeutschen Skiverband (599,9 Punkte). DSV-Skisprungtrainer war Alojz Gorjanc.

## Zeitungsartikel und Weblinks
- Deutsche Ski-Meisterschaften im Fichtelgebirge, Passauer Neue Presse, Ausgabe Nr. 39 vom Mittwoch, dem 17. Februar 1971.
- Demel distanzierte seine Konkurrenten, PNP, Ausgabe Nr. 40 vom Freitag, dem 18. Februar 1971.
- Franz Keller und Demel Deutsche Meister, PNP, Ausgabe Nr. 42 vom Samstag, dem 20. Februar 1971.
- 30. deutscher Meistertitel für Ski-König Walter Demel, PNP, Ausgabe Nr. 42 vom Samstag, dem 20. Februar 1971.
- 31. deutscher Meistertitel für Walter Demel, PNP, Ausgabe Nr. 43 vom Montag, dem 22. Februar 1971.
- Wilfried Wagner deutscher 50-km-Meister, PNP, Ausgabe Nr. 55 vom Montag, dem 8. März 1971.